# Kimiko Kurihara
Kimiko Kurihara (jap. 栗原 君子, Kurihara Kimiko; * 13. Januar 1946 in der Präfektur Hiroshima) ist eine japanische Politikerin, ehemalige Abgeordnete des Sangiin, des Oberhauses, und seit 2005 Vorsitzende der Neuen Sozialistischen Partei (Shin-Shakaitō).
Kurihara wurde bei der Sangiin-Wahl 1992 in ihrer Heimatpräfektur Hiroshima (zwei Mandate) für Goken, Hiroshima no Kai (護憲・ヒロシマの会, „Versammlung Schutz der Verfassung, Hiroshima“) ins Sangiin gewählt und schloss sich anschließend der Sozialistischen Partei Japans (SPJ) an. Anfang 1996 beteiligte sie sich nicht an der Gründung der Sozialdemokratischen Partei von Tomiichi Murayama, sondern folgte stattdessen Osamu Yatabe in die Neue Sozialistische Partei, in der sich Anhänger der traditionellen (Oppositions-)Linie der SPJ sammelten: Gegner der Selbstverteidigungsstreitkräfte und des Sicherheitsvertrages, der Einführung der Einzelwahlkreise und der Atomkraft. 1998 erhielt sie in Hiroshima weniger als zehn Prozent der Stimmen und verlor somit ihr Mandat. Eine erneute Kandidatur 2001 scheiterte: Kurihara erzielte in einem kleineren Kandidatenfeld zwar den vierthöchsten Stimmenanteil, aber mit über 300.000 Stimmen Rückstand auf Platz zwei.
Im Mai 2005 übernahm Kurihara den Parteivorsitz von Tatsukuni Komori. Bei der Sangiin-Wahl 2007 kandidierte sie erneut, diesmal auf der Verhältniswahlliste des 9-jō net („Netzwerk Artikel 9“), die aber landesweit weniger als ein halbes Prozent der Verhältniswahlstimmen erhielt. Kurihara erhielt dabei 17.884 Vorzugsstimmen. Das 9-jō net war unter Beteiligung von Neuer Sozialistischer Partei und dem „Grünen Tisch“ (Midori no Tēburu; inzwischen Teil der „Grünen Zukunft“) für die Wahlen 2007 eingerichtet worden.